# Echidnocephalus
Echidnocephalus es un género extinto de peces halosáuridos prehistóricos del orden Notacanthiformes. Este género marino fue descrito científicamente por Marck en 1858.
Los fósiles encontrados de la especie fueron hallados en Westfalia, Alemania y dichas piezas sugieren que el espécimen podía contar con algunas subespecies.

## Especies
Especies reconocidas del género Echidnocephalus:
- † Echidnocephalus Marck 1858
  - † Echidnocephalus americanus Cockerell 1919
  - † Echidnocephalus pacificus Cockerell 1919
  - † Echidnocephalus troscheli von der Marck 1858